# Jakten på Alfredo Garcias huvud
Jakten på Alfredo Garcias huvud (originaltitel: Bring Me the Head of Alfredo Garcia) är en amerikansk actionthrillerfilm från 1974 i regi av Sam Peckinpah. Filmen hade svensk premiär den 11 november 1974 på biografen Rigoletto i Stockholm. Den blev i Sverige tillåten från 15 år efter att Statens biografbyrå gjort sju klipp om sammanlagt en minut och trettiofyra sekunder.

## Handling
En mäktig mexikansk godsägare utlyser en stor belöning på Alfredo Garcias huvud, mannen som vanärat hans dotter genom att han haft sex med henne och gjort henne gravid. Under sökandet stöter två av godsägarens hantlangare på den sjaskige bartendern Bennie (spelad av Warren Oates). De informerar honom om att de betalar för Garcias avhuggna huvud och Bennie har tur och får upp ett spår på Alfredo Garcia. Hans flickvän Elita (Isela Vega) hade nyligen en affär med honom och vet att han nyligen dog i en trafikolycka och ska begravas i sin närliggande hemby. Med belöningen för ögonen börjar de två planera för en framtid tillsammans men allt går inte som man tänkt sig.

## Rollista (i urval)
- Warren Oates – Bennie
- Isela Vega – Elita
- Robert Webber – Sappensly
- Gig Young – Quill
- Helmut Dantine – Max
- Emilio Fernández – El Jefe
- Kris Kristofferson – Paco